# Villanueva (Grado)
Villanueva es un pueblo perteneciente a la parroquia de Pereda, en el concejo de Grado (Principado de Asturias). Celebra sus fiestas el día 15 de agosto, cobrando cierta importancia en los últimos años gracias a la labor de la asociación de vecinos del pueblo. Su población actual es de 28 vecinos, dividida en dos barrios, separados por el río Cubia. El puente que conectaba los barrios y la capilla del pueblo, que se encontraba en estado ruinoso, fue sustituido en diciembre de 2017 por el Ayuntamiento de Grado, permitiendo la nueva estructura el paso de vehículos de emergencias como camiones de bomberos o UVIs móviles, que antes no podían acceder a partes de la localidad.

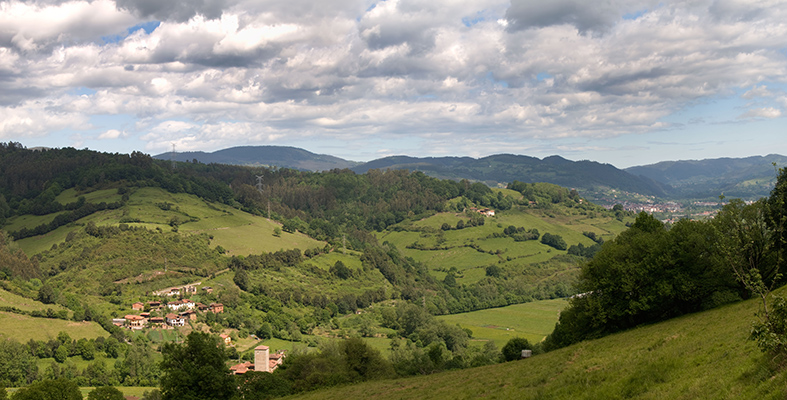
Situación del pueblo de Villanueva, al fondo la Villa de Grado

## Patrimonio
El mayor monumento histórico que tiene Villanueva es su torre, que fue declarada Monumento Histórico Artístico el 13 de enero de 1994. La torre data del siglo XV y pertenecía a una fortaleza perteneciente al Conde de Coalla. A su lado se construyeron en los siglos posteriores más edificaciones llamadas El Palacio. Villanueva también tiene una capilla, aunque actualmente está en estado ruinoso. El pueblo está a unos 4 km de la capital del concejo, la villa de Grado.
- Datos: Q6162745
- Multimedia: Villanueva (Pereda) / Q6162745